# Mika Urbaniak
Michelle Urbaniak, conosciuta come Mika Urbaniak (New York, 8 gennaio 1980), è una cantante statunitense con cittadinanza polacca.

## Biografia
Figlia dei cantanti e musicisti jazz Michał Urbaniak e Urszula Dudziak, Mika Urbaniak ha pubblicato il suo primo album Życie pisane na orkiestrę in collaborazione con i genitori nel 2001. Il suo debutto come solista è avvenuto nel 2009 con l'album Closer, che ha raggiunto la 2ª posizione della classifica polacca e che le ha fruttato il premio per l'album pop dell'anno ai premi Fryderyk del 2010, il principale riconoscimento musicale polacco. Nel 2012 il suo secondo album da solista Follow You ha debuttato al 12º posto nella classifica nazionale.

## Discografia

### Album
- 2001 – Życie pisane na orkiestrę (con Michał Urbaniak e Urszula Dudziak)
- 2009 – Closer
- 2012 – Follow You
- 2014 – Once in a Lifetime
- 2019 – Art Pop (con Victor Davies)

### Singoli
- 1998 – Głowa (con gli Edytoriał)
- 1998 – Wymyśliłem ciebie (con Grzegorz Markowski)
- 2009 – In My Dreams
- 2009 – Lovin' Needs a Deadline
- 2012 – Pixelated
- 2012 – Don't Speak Too Loud
- 2014 – Let's Pretend
- 2019 – Pop Life (con Victor Davies)
- 2019 – America (con Victor Davies)

#### Come featuring
- 2003 – Who Told You? (Andrzej Smolik feat. Mika Urbaniak)
- 2003 – L. Mine (Andrzej Smolik feat. Mika Urbaniak)
- 2005 – J.A.Z.Z. (Urbanator feat. O.S.T.R. & Mika Urbaniak)
- 2007 – Keep It on the Low (Tatiana Okupnik feat. Michał Urbaniak & Mika Urbaniak)